# Contea autonoma Buyei e Miao di Guanling
La contea autonoma Buyei e Miao di Guanling (关岭布衣族苗族自治县S) è una contea della Cina, situata nella provincia del Guizhou e amministrata dalla prefettura di Anshun.